# Barisia
Barisia is een geslacht van hagedissen die behoren tot de familie hazelwormen (Anguidae).

## Naam en indeling
De wetenschappelijke naam van de groep werd voor het eerst voorgesteld door John Edward Gray in 1838. Er zijn zeven soorten, die vroeger tot het geslacht Gerrhonotus behoorden. Ze werden in 1949 afgesplitst van deze groep. De soorten uit het geslacht Barisia verschillen onder andere doordat een frontonasaalschub vrijwel altijd ontbreekt.

## Verspreiding en habitat
Er zijn zeven soorten die voorkomen in delen van Noord-Amerika, alle soorten komen endemisch voor in Mexico. De habitat bestaat uit hoger gelegen bossen, vrijwel alle soorten komen voor in berggebieden. De soort Barisia planifrons komt voor op een hoogte van 2130 tot 3050 meter boven zeeniveau.

## Beschermingsstatus
Door de internationale natuurbeschermingsorganisatie IUCN is aan vier soorten een beschermingsstatus toegewezen. Twee soorten worden beschouwd als 'bedreigd' (Endangered of EN) en één soort als 'veilig' (Least Concern of LC). De soort Barisia levicollis ten slotte staat te boek als 'onzeker' (Data Deficient of DD).

## Soorten
Het geslacht omvat de volgende soorten, met de auteur en het verspreidingsgebied.
| Naam                                          | Auteur                                       | Verspreidingsgebied  |
| --------------------------------------------- | -------------------------------------------- | -------------------- |
| Barisia ciliaris                              | Smith, 1942                                  | Mexico               |
| Barisia herrerae                              | Zaldîvar-Riverón & Nieto Montes de Oca, 2002 | Zuidoostelijk Mexico |
| Gekielde alligatorhagedis (Barisia imbricata) | Wiegmann, 1828                               | Centraal Mexico      |
| Barisia jonesi                                | Guillette & Smith, 1982                      | Mexico               |
| Barisia levicollis                            | Stejneger, 1890                              | Noordelijk Mexico    |
| Barisia planifrons                            | Bocourt, 1878                                | Zuidelijk Mexico     |
| Barisia rudicollis                            | Wiegmann, 1828                               | Zuidoostelijk Mexico |